# Nekrolog 1662
Nekrolog
◄◄
| ◄
| 1658
| 1659
| 1660
| 1661
| 1662 | 1663 | 1664 | 1665 | 1666 | ► | ►►
Weitere Ereignisse | Allgemeiner Nekrolog 1662
Die Beschreibung der verstorbenen Person sollte so kurz wie möglich gehalten sein und nur deren signifikante Tätigkeit(en) enthalten.
Neue Namen ggf. auch unter dem Geburts- und Sterbedatum, also etwa unter 1. Januar und im Geburts- und Sterbejahr (2024) eintragen (nur bei entsprechender großer Wichtigkeit). Für Beispiele siehe die schon vorhandenen Artikel.
Außerdem über die fünf zuletzt Verstorbenen, zu denen es einen ausreichend guten Artikel für eine Präsentation auf der Hauptseite gibt, nach der todesbedingten Überarbeitung der Artikel ggf. auch unter Wikipedia Diskussion:Hauptseite informieren und sie am besten auch in den anderen Wikipedia-Sprachversionen eintragen. Tipp: Regelmäßig bei news.google.de nach „ist tot“, „gestorben“ oder „verstorben“ suchen.
Wenn eine Person gestorben ist, gibt es viele Seiten zu dieser Person in der Wikipedia, die davon auch betroffen sind und entsprechend aktualisiert werden müssen. Beispiele: Namenübersichtsseite, Geburtsjahr, Geburtsort-Seiten und viele mehr.
Wie finde ich die betroffenen Seiten?
Im Suchfeld auf der linken Seite gibt man den Suchbegriff so ein: „Vorname Nachname“. Dann klickt man auf Volltext und alle Seiten mit entsprechendem Suchtext werden aufgerufen. Hier sieht man dann schnell, wo auch das Todesjahr Sinn macht oder sogar ein Teil des Artikels angepasst werden muss. Auch hilft das „Werkzeug“ auf der linken Seite sehr gut, um solche Seiten aufzufinden: „Links auf diese Seite“. Somit ist die Wikipedia wieder aktuell in allen Bereichen! Hinweis: bei Eintragung der Kategorie „Gestorben JAHR“ wird der Missbrauchsfilter 49 ausgelöst, was jedoch nicht schlimm ist. Siehe: Spezial:Missbrauchsfilter/49
Dies ist eine Liste von im Jahr 1662 verstorbenen bekannten Persönlichkeiten. Die Einträge erfolgen innerhalb der einzelnen Daten alphabetisch sortiert. Tiere sind im Nekrolog für Tiere zu finden.

## Januar
| Tag        | Name                | Beruf, bekannt als                                                     | Alter | Beleg |
| ---------- | ------------------- | ---------------------------------------------------------------------- | ----- | ----- |
| 10. Januar | Honoré II.          | Herr bzw. später Fürst von Monaco (1604–1662)                          | 64    |       |
| 13. Januar | Christian Keimann   | deutscher Pädagoge und Dichter                                         | 54    |       |
| 16. Januar | Bartholomäus Elsner | deutscher lutherischer Theologe, Sprachwissenschaftler und Orientalist |       |       |
| 23. Januar | Johann Kemény       | ungarischer Militärführer                                              |       |       |
| 26. Januar | Marco Marazzoli     | italienischer Komponist                                                |       |       |
| 27. Januar | Volpert Motzel      | Beamter, Jurist, Salzburger Hofkanzler                                 | 57    |       |

## Februar
| Tag         | Name                         | Beruf, bekannt als                                                        | Alter | Beleg |
| ----------- | ---------------------------- | ------------------------------------------------------------------------- | ----- | ----- |
| 9. Februar  | Michael Walther der Ältere   | deutscher lutherischer Theologe                                           | 68    |       |
| 13. Februar | Elisabeth Stuart             | Enkelin von Maria Stuart, Kurfürstin von der Pfalz und Königin von Böhmen | 65    |       |
| 17. Februar | Konrad Barthels              | deutscher lutherischer Theologe                                           | 55    |       |
| 17. Februar | Johann Zechendorf            | deutscher Philologe und Pädagoge                                          | 81    |       |
| 20. Februar | Sabbatai ben Meir ha-Kohen   | jüdischer Gelehrter                                                       |       |       |
| 21. Februar | Domenicus Morelli            | Schweizer Steinmetzmeister und Bildhauer des Barock                       |       |       |
| 27. Februar | Pedro Porter Casanate        | spanischer Entdecker und Gouverneur von Chile                             | 50    |       |
| 28. Februar | Johann Reichwald von Kämpfen | königlich schwedischer Oberst und Kommandant von Zittau                   | 52    |       |
| Februar     | Giuseppe Zamponi             | italienischer Organist und Komponist des Barock                           |       |       |

## März
| Tag      | Name                            | Beruf, bekannt als                                | Alter | Beleg |
| -------- | ------------------------------- | ------------------------------------------------- | ----- | ----- |
| 1. März  | Reynier van Gherwen             | holländischer Maler                               |       |       |
| 5. März  | Johann Crüger                   | deutscher Komponist von Kirchenliedern            | 63    |       |
| 15. März | Andreas Kunad                   | deutscher Pädagoge und lutherischer Theologe      | 59    |       |
| 19. März | Ebba Sparre                     | schwedische Hofdame                               |       |       |
| 27. März | Johann Wiesel                   | deutscher Fernrohrbauer                           |       |       |
| 30. März | François Le Métel de Boisrobert | französischer Geistlicher, Dichter und Dramatiker | 69    |       |

## April
| Tag       | Name                                       | Beruf, bekannt als               | Alter | Beleg |
| --------- | ------------------------------------------ | -------------------------------- | ----- | ----- |
| 7. April  | Nicolaus Manderscheidt                     | deutscher Orgelbauer             | 82    |       |
| 13. April | Christoph Tinctorius                       | deutscher Mediziner              | 57    |       |
| 14. April | William Fiennes, 1. Viscount Saye and Sele | englischer Adliger und Politiker | 79    |       |
| 14. April | Leonhard Kern                              | deutscher Bildhauer              | 73    |       |
| 20. April | Gerard ter Borch der Ältere                | holländischer Maler und Zeichner |       |       |
| 21. April | Bernhard Fuckeradt                         | Jesuit und Maler                 |       |       |
| 22. April | John Tradescant der Jüngere                | englischer Gärtner und Botaniker | 53    |       |
| 23. April | Peter Sax                                  | deutscher Bauer und Chronist     | 64    |       |
| 23. April | William Young                              | englischer Komponist und Gambist |       |       |

## Mai
| Tag     | Name                             | Beruf, bekannt als                            | Alter | Beleg |
| ------- | -------------------------------- | --------------------------------------------- | ----- | ----- |
| 11. Mai | Johann Adlzreiter von Tettenweis | deutscher Jurist und Politiker                | 66    |       |
| 11. Mai | Joachim von der Marwitz          | Hofbeamter und Soldat                         | 58    |       |
| 15. Mai | Johann Burgmann                  | deutscher Jurist und Hochschullehrer          | 72    |       |
| 16. Mai | Abraham de Fabert                | französischer Heerführer und Militäringenieur | 62    |       |
| 27. Mai | Wilhelm                          | Herzog von Sachsen-Weimar                     | 64    |       |
| 28. Mai | Robert Graf Douglas              | schwedischer Feldmarschall                    | 51    |       |
| 30. Mai | William Backhouse                | britischer Alchemist                          | 69    |       |

## Juni
| Tag      | Name                                           | Beruf, bekannt als                                                          | Alter | Beleg |
| -------- | ---------------------------------------------- | --------------------------------------------------------------------------- | ----- | ----- |
| 4. Juni  | Johann Bertram von Scheid genannt Weschpfennig | Amtmann, Direktor des bergischen Landtages und Obersthofmeister             | 81    |       |
| 7. Juni  | Cornelis Visscher                              | niederländischer Kupferstecher                                              |       |       |
| 14. Juni | Henry Vane                                     | englischer Politiker und Staatsmann                                         |       |       |
| 23. Juni | Zheng Chenggong                                | chinesischer Armeeführer und halbstaatlicher Seeräuber                      | 37    |       |
| 26. Juni | Lawrence Rooke                                 | englischer Astronom                                                         | 40    |       |
| 29. Juni | Pierre de Marca                                | französischer Jurist, Politiker, Gelehrter und römisch-katholischer Bischof | 68    |       |

## Juli
| Tag      | Name                           | Beruf, bekannt als                                                   | Alter | Beleg |
| -------- | ------------------------------ | -------------------------------------------------------------------- | ----- | ----- |
| 3. Juli  | Pierre Chanut                  | französischer Diplomat                                               | 61    |       |
| 7. Juli  | Andreas Düben                  | deutscher Organist, Kapellmeister und Komponist                      |       |       |
| 7. Juli  | Friedrich von Fürstenberg      | kurkölnischer Rat und Diplomat                                       | 43    |       |
| 10. Juli | Maximilian Kurtz von Senftenau | bayerischer Diplomat und Politiker                                   | 67    |       |
| 12. Juli | Ludwig Heinrich                | Graf/Fürst von Nassau-Dillenburg und Offizier                        | 68    |       |
| 16. Juli | Alfonso IV. d’Este             | Herzog von Modena und Reggio                                         | 28    |       |
| 27. Juli | Valentin Thilo der Jüngere     | lutherischer Theologe, Professor der Rhetorik und Kirchenlieddichter | 55    |       |
| Juli     | Pieter Holsteyn der Ältere     | niederländischer Maler, Zeichner und Druckgrafiker                   |       |       |

## August
| Tag        | Name                                               | Beruf, bekannt als                                                              | Alter | Beleg |
| ---------- | -------------------------------------------------- | ------------------------------------------------------------------------------- | ----- | ----- |
| 1. August  | Andreas Ehrenpreis                                 | Persönlichkeit der Täuferbewegung und Vorsteher der Hutterer                    |       |       |
| 4. August  | Johann Anton von Buol-Strassberg                   | Schweizer Adeliger                                                              |       |       |
| 8. August  | Angelo Giori                                       | Kardinal der römisch-katholischen Kirche                                        | 76    |       |
| 14. August | Christine Magdalena von Pfalz-Zweibrücken-Kleeburg | Pfalzgräfin von Zweibrücken-Kleeburg, durch Heirat Markgräfin von Baden-Durlach | 46    |       |
| 16. August | Ignace Cotolendi                                   | französischer Geistlicher italienischer Abstammung                              | 32    |       |
| 19. August | Blaise Pascal                                      | französischer Philosoph, Physiker und Mathematiker                              | 39    |       |
| 19. August | Adam Riccius                                       | deutscher Rechtswissenschaftler                                                 | 57    |       |

## September
| Tag           | Name                                      | Beruf, bekannt als                                          | Alter | Beleg |
| ------------- | ----------------------------------------- | ----------------------------------------------------------- | ----- | ----- |
| 1. September  | Claude Le Petit                           | französischer Libertin und satirischer Schriftsteller       |       |       |
| 7. September  | Johann Sternenberg                        | römisch-katholischer Geistlicher und Weihbischof in Münster |       |       |
| 11. September | Marco Scacchi                             | italienischer Kapellmeister und Komponist des Barock        |       |       |
| 21. September | Adriaen van Stalbemt                      | flämischer Maler                                            | 82    |       |
| 22. September | John Biddle                               | englischer Theologe und Prediger                            | 47    |       |
| 24. September | Jost Maximilian von Bronckhorst-Gronsfeld | kurbayerischer Generalfeldmarschall                         |       |       |
| 29. September | Christoph Schönebeck                      | deutscher Jurist, Kurfürstlicher Geheimer Rat und Archivar  | 61    |       |

## Oktober
| Tag         | Name                                         | Beruf, bekannt als                              | Alter | Beleg |
| ----------- | -------------------------------------------- | ----------------------------------------------- | ----- | ----- |
| 21. Oktober | Henry Lawes                                  | englischer Komponist des Barock                 | 66    |       |
| 22. Oktober | Anton Georg Marenzi von Tagliuno und Talgate | Bischof von Triest                              | 66    |       |
| 22. Oktober | Johann Nestor                                | deutscher Mediziner und kursächsischer Leibarzt | 66    |       |
| 29. Oktober | William Pynchon                              | Gründer von Springfield, Massachusetts          | 72    |       |

## November
| Tag          | Name                           | Beruf, bekannt als                                                                  | Alter | Beleg |
| ------------ | ------------------------------ | ----------------------------------------------------------------------------------- | ----- | ----- |
| 1. November  | Johann Baldovius               | deutscher lutherischerer Theologe                                                   |       |       |
| 12. November | Adriaen Pietersz. van de Venne | niederländischer Maler                                                              |       |       |
| 18. November | Peter Rentzel                  | deutscher Jurist und Hamburger Ratsherr                                             |       |       |
| 19. November | Cornelis van Aerssen           | niederländischer Militär und Anhänger der Oranier                                   |       |       |
| 20. November | Leopold Wilhelm von Österreich | Erzherzog, Statthalter der spanischen Niederlande, Bischof, Feldherr und Kunstmäzen | 48    |       |

## Dezember
| Tag          | Name                     | Beruf, bekannt als                                                                            | Alter | Beleg |
| ------------ | ------------------------ | --------------------------------------------------------------------------------------------- | ----- | ----- |
| 6. Dezember  | Franz von Magnis         | mährischer Adeliger, Generalfeldmarschall und Landeshauptmann von Mähren sowie Oppeln-Ratibor | 64    |       |
| 10. Dezember | Johann Grienwald         | Benediktiner                                                                                  |       |       |
| 11. Dezember | Isidoro Bianchi          | italienischer Maler und Stuckateur                                                            | 81    |       |
| 20. Dezember | Axel Lillie              | schwedischer Politiker, Generalgouverneur in Schwedisch-Pommern                               | 59    |       |
| 29. Dezember | Antonio de Acuña Cabrera | spanischer Soldat und Gouverneur von Chile                                                    |       |       |
| 30. Dezember | Ferdinand Karl           | Landesfürst von Tirol                                                                         | 34    |       |

## Datum unbekannt
| Tag | Name                             | Beruf, bekannt als                                                                             | Alter | Beleg |
| --- | -------------------------------- | ---------------------------------------------------------------------------------------------- | ----- | ----- |
|     | Abu Turab Isfahani               | iranischer Kalligraf                                                                           | 83    |       |
|     | Marco Antonio Ferro              | italienischer Komponist und Lautenist des Barock                                               |       |       |
|     | Giovanni Battista Gori Pannilini | italienischer katholischer Geistlicher und Bischof von Grosseto                                |       |       |
|     | Andreas Gröber                   | deutscher Bildhauer                                                                            |       |       |
|     | Samuel Hartlib                   | deutsch-englischer Wissenschaftler und Pädagoge                                                |       |       |
|     | Johann Latermann                 | deutscher lutherischer Theologe                                                                |       |       |
|     | Lobsang Chökyi Gyeltshen         | tibetischer Buddhist, erhielt als erster den Titel Panchen Lama; gilt auch als 4. Panchen Lama |       |       |
|     | Johann Ulrich Loth               | deutscher Maler des Frühbarock                                                                 |       |       |
|     | Massasoit                        | politischer und militärischer Führer der nordamerikanischen Indianer vom Volk der Wampanoag    |       |       |
|     | Vespasien Robin                  | französischer Botaniker                                                                        |       |       |
|     | Antonio Santini                  | italienischer Mathematiker und Astronom                                                        |       |       |
|     | Jan Cornelisz Verspronck         | holländischer Porträtmaler des Barock im sogenannten Goldenen Zeitalter holländischer Malerei  |       |       |
|     | Isaak Volmar                     | habsburgischer Hofbeamter und kaiserlicher Gesandter beim Westfälischen Friedenskongress       |       |       |
|     | Wamsutta                         | Häuptling der Wampanoag-Indianer                                                               |       |       |
|     | Shimun XII. Yoalaha              | Patriarch der Chaldäisch-katholischen Kirche (Babylon)                                         |       |       |
|     | Zaya Pandita                     | mongolischer Geistlicher des Buddhismus                                                        |       |       |